# Гессель Ґеррітц
Гессель Ґеррітц (нід. Hessel Gerritsz, 1581—1632) — нідерландський гравер, картограф та видавець.

## Біографія

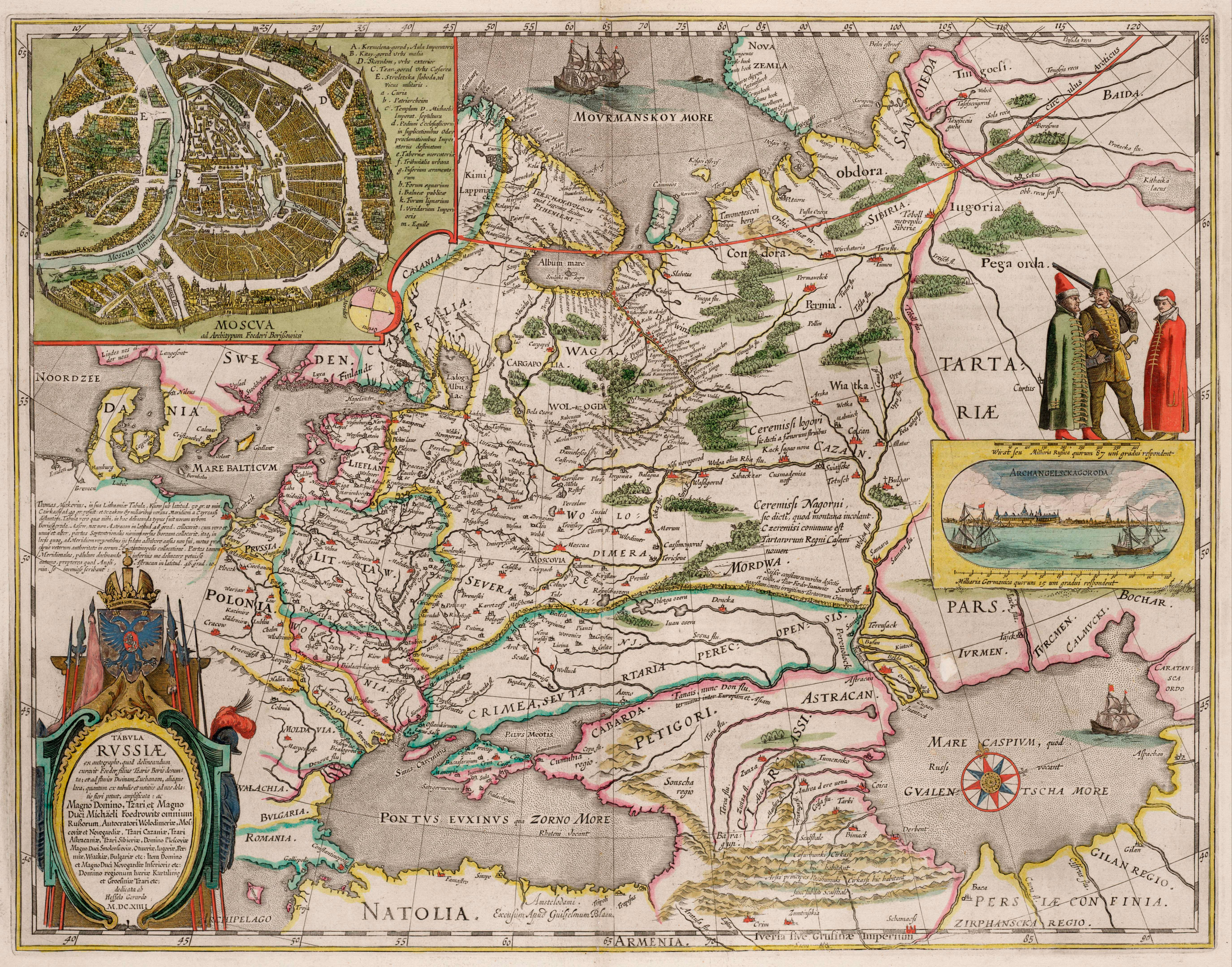
Карта Федора Годунова, видана Ґеррітцом в Амстердамі

Князівство Литовське з багатьма краями, що до нього належать, останньо описане... Амстердам, 1613

Гессель Ґеррітц був гравером і картографом амстердамського видавничого дому «Блау». Гессель Ґеррітц розпочав свою діяльність в Алкмарі учнем Віллема Блау, який був на десять років старший від нього. Ґеррітц переїхав разом з Блау в Амстердам, де продовжував роботу в його майстерні. 1610 р. він заснував свою власну друкарню. Багато з його гравюр і карт, є частиною атласів Блау, Яна Янсона та інших.
1613 р. він вигравірував і видав в Амстердамі «Карту Росії, званої Московією, виготовлена нами з рукопису, накресленого старанням і коштом Федора, сина царя Бориса, і від річки Двіни до інших місць, які відомі як з карт, так і нами додані». Гессель Ґеррітц позначив такі українські землі: Полісся (Polesie), Волинь (Wolynia), Поділля (Podolia), Сіверщина (Severa), Приазов'я та Крим (Crimea). Ймовірно, що карта була складена на підставі «Великого Креслення» (Большого Чертежа) — офіційної генеральної карти Московської держави. Залишається невідомим, яким чином Ґеррітц, який ніколи не бував у Росії, отримав копію «Великого Креслення» для своєї картки. В 1614 р. Гессель Ґеррітц виправив і доповнив цю карту, уточнивши фігуру Ладозького озера та ін. До 1635 р. мідна дошка Ґеррітца перейшла від видавців Атласу Меркатора-Хондіуса до Віллема Блау, який, замінивши ім'я Ґеррітца на своє, включав цю карту в свої атласи. Мапа входила у всі видання Атласу Блау до 1673 р..
Автором карти «Князівство Литовське з багатьма краями» є Томаш Маковський (Tomasz Makowski) (1575 р. -біля 1630 р.) — друкар, художник і гравер при дворі князя Радзивілла. Відомо, що в її виконанні крім Т. Маковського брали участь ще кілька майстрів, зокрема, Мацей Струбіч. Робота тривала близько 20 років (до 1595 р.), вимагала великих зусиль, пов'язаних з фіксацією окремих місць, видів міст і містечок, нарешті — з гравірування зібраного образотворчого матеріалу. Безумовно, Т. Маковський використовував вже існуючі роботи, наприклад карти І. Мюнцера (1493 р.), М. Кузанського (1520 р.), А. Паграбкі (1580-ті), де були показані землі Великого князівства Литовського.
Виконана Т. Маковским мапа друкувалася за кордоном. Перший раз — можливо, в Гданську чи Аугсбурзі (1603 р.). Примірники першого варіанту мапи не збереглися і склад інформації невідомий. Перший відомий варіант цієї мапи у вигляді 4 настінних аркушів було надруковано в Амстердамі в 1613 р. видавцем атласів голландцем Йоаном Блау (Joan Blaeu), з яким пов'язують «золотий вік» голландської картографії епохи Великих географічних відкриттів. Мапу видано під офіційним псевдо Блау — Віллем Янссон Блау. Гравером карти є Гессель Ґеррітц.
На початку XVII ст. було завершено фундаментальну роботу, яку розпочав литовський князь Миколай Криштоф Радзивіл. У 1586 р., щойно отримавши княжий стіл, він відправив експедицію на чолі з Мацеєм Струбічем дослідити землі князівства, яке на той час складалося з Польщі та більшої частини Правобережної України.
Перше видання карти «Князівство Литовське з багатьма краями, що до нього належать, останньо описане» було здійснене Віллемом Блау у 1613 р. Робота картографа була настільки скрупульозною та достовірною, а малюнки гравера — настільки витонченими, що карта Литви Радзивіла вважається одним із найяскравіших явищ у розвитку європейської картографії XVII ст. і залишалася основним джерелом географічних знань про регіон наступні щонайменше 150 років. Карта містить величезну кількість назв міст, сіл, річок, озер, територій України. А найголовніше — карта Радзивіла, судячи по всьому, — перше картографічне джерело, де використана назва «Україна».
У Центральному Подніпров'ї між Ржищевом та Каневом позначена «Східна Волинь, яку звали також Україною та Низом». Щодо терміну «Низ», то його адекватність не викликає сумнівів, якщо оцінювати всю охоплену картою територію з позиції Вільного [Vilna], теперішнього Вільнюсу, на той час — столиці князівства.
Додатком до карти Литви є окрема карта течії Дніпра від Черкас до гирла в Чорному морі, що є не тільки її першим детальним картографічним описом, а взагалі найкращим давнім зображенням річки. Крім назв населених пунктів, річок, озер, карта Литви і окрема карта течії Дніпра має додаткові історичні тексти, або пояснювальні «глоси». Один з яких на карті Дніпра окремо описує поняття «козаки» [De Kozacus].
Загалом, карта Радзивіла є основним добопланівським джерелом історії української картографії XVII ст. При цьому очевидно, що й Боплан використовував її у своїй роботі.